# Carlos Murgas Guerrero
Carlos Murgas Guerrero es un ingeniero agrónomo, empresario y político colombiano nacido en Valledupar que se desempeñó como ministro de Agricultura durante el primer año de gobierno del presidente Andrés Pastrana.
Carlos Murgas Guerrero es uno de los empresarios más reconocidos del agro. Es el heredero de extensas tierras en el departamento del Cesar y uno de los gestores del negocio de la palma de aceite africana en Colombia. Su cercanía con los jefes de Estado es innegable. Fue funcionario de los gobiernos de César Gaviria y Andrés Pastrana, después se convirtió en uno de los bastiones en la Costa Atlántica de la elección de los presidentes Álvaro Uribe y Juan Manuel Santos. Murgas ha sido muy importante para el sector palmero Colombiano, ha sido presidente de Fedepalma y hace pocos años fue nombrado miembro honorífico de su junta directiva. También ha sido representante de Colombia ante la FAO y gerente de la Caja Agraria. 
Su vida empresarial la ha forjado alrededor de los negocios del campo en el departamento del Cesar. Tiene importantes inversiones industriales alrededor de la palma aceitera y en 2007 inauguró la primera planta de Biodiésel derivado de palma en Colombia. 
Actualmente es el presidente de la Cámara de Comercio de Barranquilla.